# مرکوری (اسطوره)

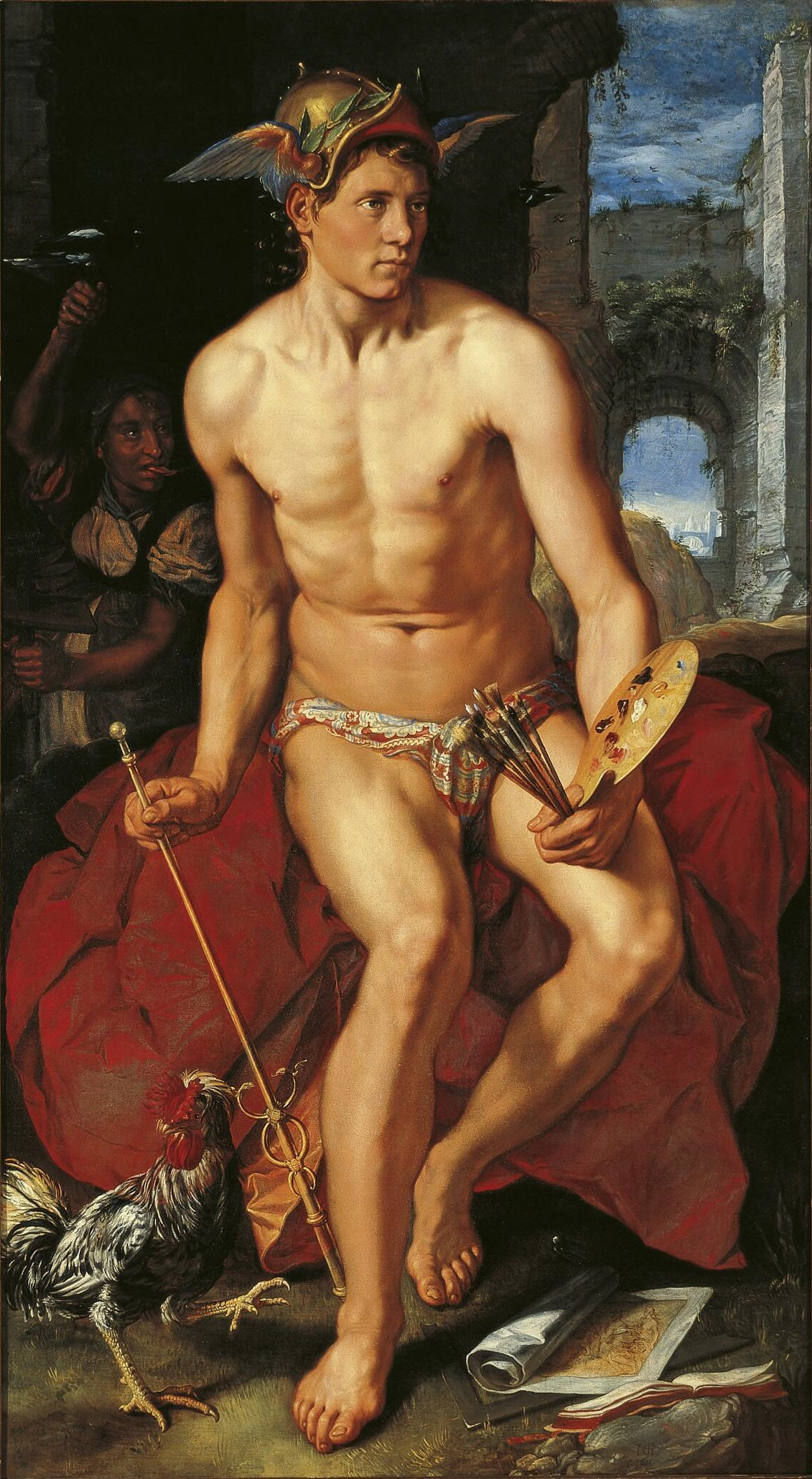

مرکوری (به لاتین: Mercurius) نام یکی از ایزدان روم باستان بود. او شبیه به خدای یونانی هرمس پنداشته می‌شد. رومیان مرکوری را پیک خدایان دیگر می‌دانستند و معمولاً او را به شکل مردی جوان با کفش‌ها و کلاهی بالدار ترسیم می‌نمودند.اعتقاد بر این بود که وی از نویسندگان، بازرگانان، مسافران، آوارگان و حتی دزدان و راهزنان مراقبت می‌کند. وظیفه دیگر او انتقال خوشبختی و حمایت از گله‌ها و چوپانان بود. او نام خود را به سیاره‌ی مرکوری (تندترین سیاره‌ی منظومه‌ی شمسی) داده است. معادل یونانی او هرمس است.
در سال ۴۹۵ قبل از میلاد، در دوران کنسولی آپیوس کلاودیوس و پوبلیوس سرویلیوس در جمهوری روم، معبدی وقف او کردند.